# Корнеушкин, Николай Васильевич
Николай Васильевич Корнеушкин (род. 28 февраля 1952) — советский легкоатлет, специалист по бегу на короткие дистанции. Выступал за сборную СССР по лёгкой атлетике в начале 1970-х годов, чемпион СССР в эстафете 4 × 400 метров, чемпион Европы среди юниоров, победитель первенств всесоюзного и всероссийского значения. Представлял город Калинин и спортивное общество «Буревестник». Тренер по лёгкой атлетике и педагог. Заслуженный учитель Российской Федерации.

## Биография
Николай Корнеушкин родился 28 февраля 1952 года. Уроженец Калинина, с юных лет пробовал себя разных видах спорта, лыжных гонках, гребле, баскетболе, волейболе, а во время учёбы в старших классах школы перешёл в лёгкую атлетику. Проходил подготовку под руководством заслуженного тренера России Юрия Алексеевича Кириллова, выбрав для себя дистанции 400 и 800 метров. Выступал за добровольное спортивное общество «Буревестник». Окончил Калининский политехнический институт по специальности «инженер-строитель».
Первого серьёзного успеха добился в сезоне 1970 года, когда вошёл в состав советской сборной и выступил на впервые проводившемся юниорском чемпионате Европы по лёгкой атлетике в Париже. В индивидуальном беге на 400 метров на предварительном квалификационном этапе установил свой личный рекорд 50,05, но в финал не вышел, тогда как в зачёте эстафеты 4 × 400 метров вместе с соотечественниками Евгением Гавриленко, Дмитрием Стукаловым и Семёном Кочером одержал победу.
В 1972 году на чемпионате СССР в Москве в составе команды «Буревестника», куда также вошли спринтеры Владимир Погребняк, Юрий Зорин и Владимир Носенко, вновь завоевал золотую награду в эстафете 4 × 400 метров.
Впоследствии работал тренером по лёгкой атлетике в тверской детско-юношеской спортивной школе, преподавал физическую культуру в средних общеобразовательных школах № 45 и № 49 в Твери. В середине 2000-х годов за выдающиеся заслуги в педагогической деятельности удостоен почётного звания «Заслуженный учитель Российской Федерации». В 2022 году отметил 70-летний юбилей.